# Хиль, Лусия
Луси́я Хиль (исп. Lucía Gil [luˈθia ɣil], род. 29 мая 1998) — испанская певица и актриса. Известность пришла к ней после победы в конкурсе «My Camp Rock» на испанском телеканале Disney Channel. Потом на этом же канале она в 2011—2013 гг. играла одну из главных ролей в сериале «La gira».

## Биография

### 2006—2009: «Veo veo»
В возрасте семи лет Лусия уже приняла участие в музыкальном детском конкурсе «Veo veo», который ведёт Тереса Рабаль. В нём она участвовала в течение нескольких лет, а также начала записывать кавер-версии песен других артистов и выкладывать их на YouTube.

### 2009: «My Camp Rock»
В 2009 году, когда ей было 10 лет, для конкурса «My Camp Rock», который проводил Disney Channel España, Лусия записала видео со своей кавер-версией песни «This Is Me» Деми Ловато. В этом конкурсе Лусия Хиль победила.

### 2010—2011: «Gran Reserva»
После победы на конкурсе, в 2009 году Лусию позвали на TVE в новый сериал под названием «Gran Reserva». Премьера состоялась 15 апреля 2010 года. Лусия играла Клаудию, единственную дочь в семье Кортасар. В конце первого сезона её персонаж погиб.
В том же 2010 году вышли два фильма, для которых она записала песни: испанские переозвучки «Camp Rock 2: The Final Jam» и «Toy Story 3». Также в 2010 году испанский Disney Channel проводил второй сезон конкурса «My Camp Rock 2», и Лусия была его ведущей.

### 2011—2013: «La gira»
В сериале «La gira» Лусия играет Лауру, вокалистку группы Pop4U. В группу входят также Паула Далли и Даниэль Санчес Гарсия. 16 и 17 декабря 2011 года группа дала свои первые сольные концерты. Это произошло в кинотеатре «Капитоль» в Мадриде. 13 марта 2012 года группа выпустила свой первый диск.
С 1 октября 2011 года Лусия вместе с Патриком Криадо ведёт музыкальную программу «Pizzicato» на канале La 2.

### 2012—2015: «Виолетта»
С 2012 года Лусия Хиль играет в аргентинском сериале «Виолетта» производства Disney Channel. Её роль — Лена, сестра Натальи и ученица музыкальной школы «Студия 21».
По состоянию на май 2013 года Лусия находится в процессе съёмок сериала «The Avatars». Это сериал на английском языке с американскими актёрами, и нацелен он на международный рынок. Уже есть предварительная договорённость о его показе в Италии на канале Rai Kids и в Германии. Снимается же он в Испании испанской компанией Portocabo. Лусия играет Ка́рмен, фанатку группы The Avatars и видеоблогершу. Ка́рмен приедет в США, чтобы встретиться со своей любимой группой, и вступит в борьбу с другими девушками за сердце главного героя.

## Поклонники
Фанаты Лусии Хиль называют себя лугиляторами (исп. lugilators).

## Фильмография
| Телевидение  | Телевидение                    | Телевидение | Телевидение                                  |
| Год          | Название                       | Роль        | Примечания                                   |
| ------------ | ------------------------------ | ----------- | -------------------------------------------- |
| 2009         | «My Camp Rock»                 | участница   | конкурс                                      |
| 2010—2011    | «Gran Reserva»                 | Клаудиа     | телесериал, 1-й сезон                        |
| 2010         | «My Camp Rock 2»               | ведущая     | конкурс                                      |
| 2011—2013    | «La gira»                      | Лаура       | Disney Channel Original Series               |
| 2011         | «Pizzicato»                    | ведущая     | музыкальная программа                        |
| 2012—2015    | «Виолетта»                     | Лена        | Disney Channel Original Series               |
| 2013         | «La gira: Luces camara accion» | ведущая     | конкурс                                      |
| 2013         | «Esperando a Violetta»         | ведущая     | цикл из пяти передач на Disney Channel Spain |
| 2014 — н. в. | «The Avatars»                  | Ка́рмен      | испанский телесериал на англ. языке          |
| 2014         | «#XQEsperar?»                  | Лусия       | интерактивная серия                          |
| 2015 — н. в. | «Yo quisiera»                  | Лана        | музыкальный телесериал                       |

## Дискография

### Альбомы
| Альбом                             | Примечания                                                                                             | Наив. позиция |
| Альбом                             | Примечания                                                                                             | ESP           |
| ---------------------------------- | --- | ------------- |
| Más allá del país de las princesas | - Выпущен: 25 ноября 2013 - Лейбл: Lugilator Records / Boa Music - Формат(ы): CD, цифровая дистрибуция | 45            |

### Саундтреки (в составе группы Pop4U)
| Альбом                                                       | Примечания | Наив. позиция |
| Альбом                                                       | Примечания | ESP           |
| ------------------------------------------------------------ | --- | ------------- |
| La gira - Англ. название: La Gira Season 2 (Spanish Version) | - Звуковая дорожка к телесериалу La Gira - Выпущен: 12 или 13 марта 2012 - Лейбл: Walt Disney Records (дистрибуция EMI Music Spain S.A.) - Формат(ы): CD, цифровая дистрибуция | 12            |

## Премии и номинации
| Год  | Премия                               | Категория                                 | Результат |
| ---- | ------------------------------------ | ----------------------------------------- | --------- |
| 2014 | Premios TeenWeekly 2014              | Лучшая певица                             | Номинация |
| 2014 | Neox Fan Awards 2014                 | Самое красивое селфи                      | Финалист  |
| 2014 | Premios Star TV 2014                 | Лучший юный артист                        | Победа    |
| 2016 | Melty Future Awards 2016             | Cool Is Everywhere                        | Номинация |
| 2016 | Nickelodeon Kids' Choice Awards 2016 | Любимый испанский музыкальный исполнитель | Победа    |